# 小倉みね子
小倉 みね子（おぐら みねこ、本名：小島千鶴子（旧姓：浅井）、1914年7月6日 - 2006年10月14日）は、日本の女優。東京都出身。

## 来歴・人物
1928年に東京松竹楽劇部（後の松竹歌劇団）に入る。第1期生。同期には水の江瀧子、小野小夜子らがいる。娘役として活躍。1931年に松組と竹組の2組制となり、竹組筆頭となる。松組筆頭は水の江。1933年、労働条件改善を訴えて、水の江らとともに労働争議（桃色争議）を起こす。しかし、小倉自身は乗り気でなく、会社側の要求を受け入れた。このため、西条エリ子らとともに強硬派の水の江から組合を除名された。同年、米沢正夫監督の映画「白百合の花」に出演。1940年、後に西日本パイレーツ監督を務めるプロ野球選手の小島利男と結婚した。
2006年10月14日午前7時30分、肺炎のため神奈川県小田原市の病院で死去。92歳没。同月17日に葬儀・告別式が営まれた。

## 主な出演映画
- 白百合の花（1933年）
- 空に飛ぶ狼（1933年）

## 主な著書
- 「小島利男と私―都の西北と松竹少女歌劇」（ベースボールマガジン社、1994年）